# Aldourie
Aldourie is een dorp aan de oostelijke oevers van Loch Ness in de Schotse Hooglanden.